# Izobraževalno vrednotenje
Vrednotenje je celostno preverjanje in ocenjevanje ter ugotavljanje znanja, uspešnosti izobraževalnega projekta, izobraževalnega programa ali izobraževalnega sistema. Pogosto se uporablja tudi izraz evalviranje, redkeje valoriziranje.